# Ibn Tajmijja
Ibn Tajmijja (arab. ‏ٱبْن تَيْمِيَّة‎, pełne imię Taki ad-Din Abu al-Abbas Ahmad Ibn Abd al-Halim Ibn Tajmijja; ur. 22 stycznia 1263 w Harranie, zm. 26 września 1328 w Damaszku) – teolog, prawnik i sunnicki uczony muzułmański. W swoich pismach poruszał tematy religii i polityki, był zwolennikiem zbrojnego dżihadu. Brał udział w zdobyciu zdobyciu Akki przez mameluków, w wyprawie przeciw alawitom, w konfrontacji z Mongołami oraz w walkach z szyitami.

## Życiorys
Ibn Tajmijja urodził się 22 stycznia 1263 r. w Harranie (dzisiejsza Turcja) w rodzinie teologów. W roku 1268 w okresie inwazji mongolskiej, chroniąc się przed represjami rodzina Ibn Tajmijji przeniosła się do Damaszku, wówczas będącego pod władzą egipskich Mameluków. Jego ojciec, teolog oraz prawnik, przekazał synowi wiedzę na temat prawa hanbalickiego, uważanego za najbardziej „ortodoksyjne”, surowe prawo islamu sunnickiego. Obok hanbalizmu na Ibn Tajmijję wpłynęła druga surowa szkoła prawna: zahiryzm (literalizm).
Będąc studentem, Ibn Tajmijja zdobył szeroką wiedzę świecką i religijną. Szczególną uwagę poświęcał literaturze arabskiej, stał się znawcą arabskiej literatury i leksykografii, studiował matematykę oraz kaligrafię. Gdy w roku 1282 zmarł jego ojciec przejął po nim funkcję wykładowcy hanbalizmu i interpretatora Koranu. Posiadł również głęboką znajomość hadisów, teologii dogmatycznej (kalam) i tradycji sufizmu.
W 1291 roku wziął udział w zdobyciu Akki należącej do krzyżowców, a w kolejnym wyruszył w świat. Najpierw pojechał do Mekki, by dopełnić obowiązku pielgrzymki, potem do Kairu, wówczas stolicy państwa mameluckiego. Popadł tam w konflikt z władzami głosząc absolutną wyższość uznanych przez niego poglądów. Jako teolog i kaznodzieja brał udział w konfrontacji z Mongołami, a w 1305 roku uczestniczył w wyprawie przeciw szyitom propagandowo oskarżanym o wspieranie krzyżowców i Mongołów. Swym postępowaniem utrwalił własną pozycję teoretyka państwa mameluckiego.
Z powodu swoich poglądów Ibn Tajmijja kilkakrotnie był więziony; wchodził w konflikty z czołowymi prawnikami i teologami jego czasów. W 1298 został oskarżony o uznawanie antropomorfizmu w odniesieniu do osoby Boga oraz kwestionowanie zasadności teologii dogmatycznej. W 1305 roku trafił do więzienia pod zarzutem szerzenia antropomorfizmu. Spędził tam półtora roku, po czym objął wysoki urząd w madrasie An-Nasira. Ponownie znalazł się w więzieniu w 1308 roku w Damaszku za obrazę tradycji oddawania czci przodkom; walka z „kultem świętych” stała się jedną z naczelnych zasad jego doktryny.
Ostatnie 15 lat swojego życia spędził w Damaszku otoczony przez grupę uczniów z przeróżnych klas społecznych. W okresie od sierpnia 1320 do lutego 1321 przebywał w więzieniu pod zarzutem wspierania doktryny ograniczającej swobodę z jaką muzułmanin, zgodnie z tradycją, mógł porzucić swoją żonę. W damasceńskim więzieniu powstały jego najważniejsze dzieła.
W lipcu 1326 roku, w Kairze Ibn Tajmijja ponownie został skazany na pozbawienie wolności, odebrano mu możliwość pisania. Zmarł w więzieniu 27 września 1328 roku. Został pochowany na cmentarzu sufickim w Damaszku. Na jego pogrzeb przybyły tysiące ludzi.

## Poglądy
Poglądy Ibn Tajmijji kształtowały się w czasach, gdy islam był „zagrożony” zarówno z zewnątrz (ataki krzyżowców i Mongołów), jak i przez wewnętrzne spory. Ibn Tamijja wierzył, że zakończenie sporów, „powrócenie do źródeł wiary” oraz „oczyszczenie islamu” pozwoli na uchronienie go przed wrogami. Idee zawarte są głównie w jego licznych wypowiedziach na tematy religijne i prawne, zwanych fatwami. Wydanie współczesne jego fatw liczy sobie 38 tomów.

### Alawici
W 1300 roku wziął udział w wyprawie zbrojnej mameluków skierowanej przeciwko alawitom zamieszkującym góry Libanu. Wtedy też ogłosił swoją sławną fatwę określającą alawitów jako „większych heretyków i niewierzących nawet od żydów i chrześcijan”. W 1305 roku wziął ponownie udział w kolejnej kampanii skierowanej przeciwko alawitom.

### Chrześcijaństwo
Pisał polemiki przeciwko chrześcijaństwu. Uwiecznieniem jego antychrześcijańskich poglądów była książka Prawidłowa odpowiedź do tych, co zmienili religię Chrystusa (arab. ‏الجواب الصحيح لمن بدل دين المسيح‎, Al-Jawāb al-Ṣaḥīḥ li-man baddala dīn al-Masīh). Do jego najsławniejszych studentów należeli Ibn Qayyim al-Jawziyya i Ibn Kathir. Ibn Qayyim jest autorem sławnego antychrześcijańskiego wiersza zatytułowanego O, czcicielu Chrystusa!, w którym skrytykował dogmat o Trójcy Świętej.

### Dżihad
Ibn Tajmijja znany był jako autor który poświęcał dużo znaczeniu jaki ma koncept zbrojnego dżihadu; skupiając „szczegółową i staranną uwagę” wobec „kwestii męczeństwa”, takiej jak korzyści i błogosławieństwa dla potencjalnego męczennika w następnym życiu. Pisał, „tylko podczas i w dżihadzie jeden może umrzeć w ostatecznym szczęściu, w tym życiu jak w zaświatach. Porzucenie go, oznacza całkowite bądź częściowe wyzbycie się szczęścia”.

### Islam szyicki
Był skrajnie krytyczny wobec szyitów, uznając ich za „bankrutów religijnych”, „ludzi najbardziej pozbawionych moralności” i „źródło wszystkich nieszczęść w świecie islamskim”. Jego skrajna krytyka islamu szyickiego znalazła ujście w książce (arab. ‏منهاج السنة النبوية‎, Minhaj as-Sunnah an-Nabawiyyah). W swojej pracy porównał do siebie; islam szyicki, chrześcijaństwo i judaizm. W odpowiedzi, szyiccy uczeni napisali kilka polemik m.in. Ikmal Al-Mennah czy Minhaj Al-Shariah.

### Literalizm
Za punkt wyjścia Ibn Tajmijja obrał poglądy Al-Ghazalego, mistyka islamskiego, który zajmował się m.in. racjonalizmem w islamie i stosunkiem religii do racjonalizmu. Odrzucił on sensowność logicznych rozważań i filozofii w rozstrzyganiu problemów teologicznych. Zgodnie z jego poglądem kwestii wiary nie sposób wyjaśnić za pomocą rozumu, lecz dzięki iluminacji pochodzącej od Boga. Ibn Tajmijja uznał ten pogląd za charakterystyczny dla wczesnego islamu. Pierwsi muzułmanie (określani terminem salaf) byli dla niego pierwowzorem i doskonałym przykładem. Dla Ibn Tajmijji salaf stał się naczelną kategorią poznania, zaś szacunek dla pierwszych pokoleń muzułmańskich stał się najważniejszą zasadą umożliwiającą zachowanie czystości islamu. Dlatego też jednym z dążeń Ibn Tamijji było „oczyszczenie islamu ze wszelkich naleciałości”, a zwłaszcza teorii wprowadzonych przez racjonalistów. Według niego wiara pierwszych muzułmanów nie była naiwna, lecz opierała się na rozumieniu niespekulatywnym. Taka wiara zaś nie potrzebuje rozumu, racjonalności. Wybrana przez Ibn Tajmijję metoda badawcza (zahirycka) pozwalała mu na odrzucenie alegorycznych interpretacji Koranu. Dla niego istniało tylko to, co jawne. Rozum miał służyć tylko jako narzędzie poznania tego, co jawne, objawione, nie wolno mu natomiast tych treści oceniać. Według Ibn Tajmijji Koran i sunna zawierały nie tylko informacje, lecz również wskazania, które należy wypełniać w ich dosłownym sensie, a nie interpretować.
Warunki panujące w świecie islamskim w czasach Ibn Tajmijji sprzyjały rozwojowi mistycznych praktyk. Wiązał się z tym kult wielkich ludzi przeszłości, który z czasem zaczął przypominać chrześcijański kult świętych. Wizytowano groby: Mahometa w Medynie, Alego i jego potomków w Mezopotamii. Ibn Tajmijja był zagorzałym przeciwnikiem wszelkich tego typu praktyk. Uważał on je tylko za jedną z form herezji, sprzecznych z zasadami islamu.

### Podboje mongolskie
Podczas wojny mamelucko-mongolskiej, pomimo tego iż mongołowie byli muzułmanami sunnickimi, w 1303 roku Ibn Tajmijja ogłosił kolejną sławną fatwę, która głosiła, iż zbrojny dżihad przeciwko mongołom był nie tylko dozwolony, ale i obowiązkowy. Jego kontrowersyjna fatwa odbiła się szerokim echem w świecie islamskim, ponieważ do tej pory „żaden prawodawca nigdy wcześniej nie zezwolił na użycie śmiertelnej siły w bitwie przeciwko innym muzułmanom”, czego następstwa są odczuwalne do dzisiaj gdzie fundamentaliści sunniccy używają jej do usprawiedliwienia przemocy wobec innych muzułmanów.

### Władza
Z ograniczeniem swobody interpretacyjnej wiązała się druga zasada wiary ważna dla Ibn Tajmijji – prawa Koranu i tradycji były wystarczające, by zapewnić odpowiednie funkcjonowanie państwa w każdej epoce, a obowiązkiem władcy było ścisłe kierowanie się nimi. Należało „oczyścić” islam ze wszelkich naleciałości, kompromisów zawartych na przestrzeni lat między władzą a teologami i „powrócić” do rzekomych tradycji pierwszych muzułmanów.
Ibn Tajmijja dzielił władców na trzy różne kategorie:
1. władcy nie stosujący się do praw boskich, rozporządzający majątkiem wiernych jak własnym i kierujący się przede wszystkim własnym interesem;
2. władcy ściśle stosujący prawo, nawet w błahych sprawach, w wyniku czego – paradoksalnie – dochodzi do łamania przepisów boskich;
3. władcy, którzy szanują prawo boskie, ale wiedzą, że w sprawach błahych należy prawo omijać, aby osiągnąć najwyższy z celów: bojaźń bożą.

Ostatni typ władców z wymienionych Ibn Tajmijja uważał za najlepszych. Znajduje tu swój wyraz jego pragmatyzmie, z którego wynika pewna sprzeczność: z jednej strony uważa, że szacunek należy się tylko władcy posłusznemu bogu, z drugiej uważa, że nawet zły porządek jest lepszy od chaosu. Małe zło w postaci niedoskonałej władzy było lepsze niż wielkie zło – brak władzy w ogóle. Innymi słowy; władzę, która nie jest posłuszna bogu można obalić, ale gdy nie ma innej, lepszej należy ją pozostawić.
Ibn Tajmijja dzielił władców na proroków i królów. Władcy, którzy spełniali wszystkie warunki wyznaczone przez islam (byli Kurajszytami bądź zostali wybrani na swój urząd, rządzili sprawiedliwie) należeli do pierwszej z wymienionych kategorii. Pozostali byli władcami typu królewskiego. Zgodnie z duchem salafu (tradycji pierwszych przodków) za najlepszych władców w historii islamu (obok Mahometa) i jedynych prawdziwych przedstawicieli władzy proroczej uznawał pierwszych czterech kalifów (kalifowie prawowierni). Władcy z dynastii Umajjadów, jak i Abbasydów zdaniem Ibn Tajmijji bezpodstawnie przyjmowali tytuł kalifa (następcy proroka).
Jednakże nawet najdoskonalszy panujący nie może sam sprawować całej władzy. U Ibn Tajmijji pojawiła się idea delegowania władzy. Władca jest zobowiązany przekazywać część obowiązków osobie najlepiej się do tego nadającej. Ibn Tajmijja był również zwolennikiem rozdzielania władzy na świecką, religijną i cywilną. W historii islamu nie dostrzegał idealnego rozdziału władzy. Zwracał uwagę na negatywny wpływ poglądów racjonalizujących na islam, które pochodziły od złych – jego zdaniem – uczonych. Nie czerpali oni z salafu, lecz pozostawali pod wpływem teologii spekulatywnej i filozofii greckiej.

## Opinie i spuścizna
Był członkiem szkoły założonej przez Ibn Hanbala; według siebie, walczył o „powrót” islamu do pierwotnych źródeł: Koranu i sunny. Jego poglądy uważane są za jedną z intelektualnych podstaw wahhabizmu, salafizmu i współczesnego dżihadyzmu sunnickiego. Wielu współczesnych fundamentalistów w świecie sunnickim powołuje się na jego dzieła i z nich czerpie inspirację. W owych kręgach ma statuts wybitnego uczonego, honorowo tytułuje się go szejkiem islamu (arab. ‏شيخ الإسلام‎, Shaykh al-Islām).
W 2013 roku podczas wojny w Syrii, egipski uczony salaficki Jusuf al-Kardawi, wezwał sunnitów do dżihadu przeciwko Baszszar al-Asadowi określając alawitów mianem „większych heretyków i niewierzących nawet od żydów i chrześcijan”. W 2014 lider Dżajsz al-Islam, Zahran Allusz, zagrzewał swoich bojowników do walki przeciwko alawitom cytując tę samą historyczną fatwę. Na początku 2015, Państwo Islamskie użyło jedną z fatw Ibn Tajmijji na usprawiedliwienie spalenia żywcem jordańskiego pilota, Muath Al-Kasasbeha.
Yahya Mochet określił wpływ jego nauk na tak duży, iż „Ibn Tajmijja stał się kimś w rodzaju praojca Al-Ka’idy”.
Aszarycki uczony sunnicki, 'Ala' Al-Din Al-Buchari, stwierdził iż ktokolwiek kto określa Ibn Tajmijję mianem szejka islamu, automatycznie staje się niewiernym.